# Adrianópolis
Adrianópolis  (aparținând Paraná) este un oraș în Brazilia.